# مونشن‌گلادباخ
مونشن‌گلادباخ (Mönchengladbach) یکی از شهرهای ایالت نوردراین-وستفالن آلمان است. این شهر در غرب رودخانهٔ راین و در میان شهرهای دوسلدرف و مرز کشور هلند واقع شده‌است.
نام واقعی این شهر «گلادباخ» بوده‌است که امروزه نیز در بسیاری از اوقات به‌کار می‌رود. بعدها برای تشخیص‌دادن گلادباخ با سایر شهرهای هم‌نامش، نام شهر را در سال ۱۸۸۸ به «مونشن-گلادباخ» تغییر دادند. واژهٔ مونشن-گلادباخ از جهت املایی در زبان آلمانی با واژهٔ «انجمن شهرداری» در نظر مردم به‌اشتباه گرفته می‌شد. از این‌رو نام شهر را در سال ۱۹۵۰ به «مونشن گلادباخ» و نهایتاً در سال ۱۹۶۰ به «مونشن‌گلادباخ» تغییر دادند. این شهر صاحب یک تیم فوتبال در بوندسلیگا است که بروسیا مونشن‌گلادباخ نام دارد.

## ترابری
مونشن‌گلادباخ دارای ایستگاه راه‌آهن مرکزی مونشن‌گلادباخ و ایستگاه راه‌آهن رایت است. خط ۸ اس-بان راین-رور شهر هاگن را به ایستگاه راه‌آهن مرکزی مونشن‌گلادباخ متصل می‌کند.
همچنین فرودگاه مونشن‌گلادباخ در ۴٫۴ کیلومتری این شهر قرار دارد و در سال ۱۹۵۵ تأسیس شده‌است.

## شهرهای خواهرخوانده
شهرهای خواهرخوانده مونشن‌گلادباخ به شرح زیر است:
- برادفورد، انگلستان، بریتانیا (۱۹۷۱)
- تاینساید شمالی، انگلستان، بریتانیا (۱۹۵۸)
- روبه، فرانسه (۱۹۶۹)
- رورموند، هلند (۱۹۷۱)
- ثارک، انگلستان، بریتانیا (۱۹۶۹)
- ورویه، بلژیک (۱۹۷۰)

## افراد مشهور
- Jacob Masen (۱۶۰۶–۱۶۸۱), کشیش، مورخ، نمایشنامه‌نویس و الهی‌دان
- هوگو یونکرس (۱۸۵۹–۱۹۳۵), مهندس و کارآفرین
- یوزف گوبلس (۱۸۹۷–۱۹۴۵), وزیر تبلیغات آلمان نازی
- Lisel Haas (۱۸۹۸–۱۹۸۹), عکاس[۲]
- هانس یناس (۱۹۰۳–۱۹۹۳), فیلسوف و محقق
- Franz Meyers (۱۹۰۸–۲۰۰۲), سیاستمدار
- Elisabeth Gottschalk (۱۹۱۲–۱۹۸۹), جغرافی‌دان و پروفسور تاریخی هلندی زاده آلمان[۳]
- Jack Zunz (۱۹۲۳–۲۰۱۸), مهندس عمران و سازه و طراح اصلی تالار اپرای سیدنی
- Dietrich Nummert (۱۹۲۸–۲۰۲۱), روزنامه‌نگار
- پترا شورمن (۱۹۳۳–۲۰۱۰), دوشیزه آلمان ۱۹۵۶، دوشیزه جهان ۱۹۵۶
- Shakuntala Banerjee (زاده ۱۹۷۳) مجری تلویزیون
- Hildegard Uhrmacher (زاده ۱۹۳۹), سوپرانو اپرا
- Peter Klusen (زاده ۱۹۵۱), نویسنده، مترجم و کاریکاتوریست
- راینهولد اوالد (زاده ۱۹۵۶), فیزیکدان و فضانورد
- Walter Moers (زاده ۱۹۵۷), نویسنده
- Joscho Stephan (زاده ۱۹۷۹), gypsy jazz نوازنده گیتار
- Joko Winterscheidt (زاده ۱۹۷۹), مجری تلویزیون

### ورزش
- یوزف پیلاتس (۱۸۸۳–۱۹۶۷), مربی آمادگی جسمانی با روش پیلاتس
- Hans Heyer (زاده ۱۹۴۳), راننده مسابقه
- هورشت-دیتر هوتگس (زاده ۱۹۴۳), بازیکن فوتبال
- گونتر نتسر (زاده ۱۹۴۴), بازیکن فوتبال
- یوپ هاینکس (زاده ۱۹۴۵), بازیکن فوتبال و مربی
- اروین کرمرس (زاده ۱۹۴۹), بازیکن فوتبال
- Ulrike von der Groeben (زاده ۱۹۵۷), خبرنگار ورزشی تلویزیون
- میشائل فرونتسک (زاده ۱۹۶۴), بازیکن فوتبال
- هاینتس-هارالد فرنتزن (زاده ۱۹۶۷), راننده فرمول یک
- یورگ آلبرتز (زاده ۱۹۷۱), بازیکن فوتبال
- نیک هایدفلد (زاده ۱۹۷۷), راننده فرمول یک
- مارسل یانزن (زاده ۱۹۸۵), بازیکن فوتبال
- ایزابل هرلوسن (زاده ۱۹۸۸), بازیکن فوتبال نروژی
- مارک-آندره تر اشتگن (زاده ۱۹۹۲), بازیکن فوتبال